# کول هان
کول هان (انگلیسی: Cole Haan) شرکت کالای لوکس آمریکایی است، که در زمینه تولید کفش و محصولات چرمی فعالیت می‌کند. شرکت کول هان در سال ۱۹۲۸ توسط ترافتون کول و ادی هان در شهر شیکاگو، ایلینوی تأسیس شد و هم‌اکنون مالکیت آن در اختیار شرکت ایپکس پارتنرز می‌باشد.